# Tunka el Guerrero
 Tunka el Guerrero es una película española, que aprovechando la estela de películas épicas como Conan el Bárbaro o basadas en una época post-nuclear como Mad Max se adentra en la lucha del bien y del mal por la supervivencia de la humanidad. 
Fue escrita y dirigida por el especialista, actor y director español Joaquín Gómez Sáinz conocido con el pseudónimo Dan Barry. Es una película de era postnuclear con un look totalmente de los años 1980 españoles, en la peluquería y en el vestuario.
Hay que destacar como trasmite con la mirada el actor novel Gari Tejera, actor que luego fue substituido injustamente por Jorge Sanz en Conan el Bárbaro. 
También fue la última película en la que trabajó el actor Tom Hernández antes de su muerte en 1984, encarnado al personaje del Gran sabio.
Aunque fue rodada en 1983 no fue estrenada hasta el año 1986, con una corta vida comercial.

## Argumento
En una era postnuclear la humanidad ha cambiado: las mujeres y los hombres son enemigos. Tunka, jefe de una tribu de hombres, intentará salvar la humanidad juntando a los dos bandos. 
- Datos: Q6153833